# Herwarth Walden
Pour les articles homonymes, voir Walden.

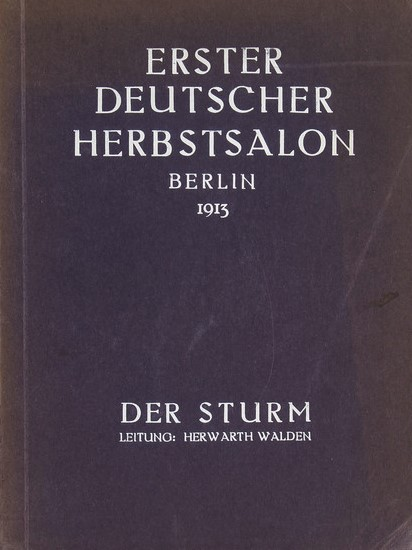
Herwarth Walden Erster Deutscher Herbstsalon, Der Sturm, 1913.

Herwarth Walden (de son vrai nom Georg Lewin, né le 16 septembre 1878 à Berlin et mort le 31 octobre 1941 à Saratov en URSS) est un artiste expressionniste allemand et un expert dans de nombreuses disciplines artistiques. Il est largement connu comme l'un des plus importants découvreurs et promoteurs de l'avant-garde allemande du début du XXe siècle (expressionnisme, futurisme, dadaïsme, réalisme magique).

## Biographie
Herwarth Walden étudie la composition et le piano dans les académies de musique de Berlin et de Florence. Mais ses intérêts artistiques embrassaient tous les arts. En conséquence il devient musicien, compositeur, écrivain, critique et galériste.
Il est surtout connu comme le fondateur, en 1910, de la revue expressionniste Der Sturm (L'Orage) également maison d'édition, auxquelles Walden associe une galerie d'art deux ans plus tard. Il découvre, soutient et promeut de nombreux jeunes artistes encore peu connus quels que soient leur style ou tendance artistique. Certains connaissent plus tard la notoriété comme Oskar Kokoschka, Maria Uhden, ou Georg Schrimpf.
Der Sturm continue à paraître (de moins en moins régulièrement) après 1918. Il publie dans la revue Manomètre éditée à Lyon par Emile Malespine. En 1918, Herwarth Walden expose dans sa galerie Oskar Schlemmer, puis en 1922 Moholy-Nagy et Jean Pougny. En 1927, il visite l'Union soviétique, en tant que président de l’association des amis allemands de l'URSS. La situation en Allemagne devient de plus en plus préoccupante. Aux élections de 1930, le parti national-socialiste obtient 107 sièges, soit 95 sièges de plus qu’aux élections de 1928. En mars 1932, Herwarth Walden fait paraître le dernier numéro de Der Sturm, puis quitte l’Allemagne pour l’Union soviétique. Il travaille à Moscou en tant qu'enseignant et éditeur. Sa sympathie envers l'avant-garde artistique lui vaut la suspicion du régime stalinien. Il doit fréquemment justifier son approche de l'art moderne, mais sans succès. Il est arrêté le 31 mars 1941, et interné au camp de Saratov dans le sud de la Russie. Il y meurt le 31 octobre 1941.
De 1901 à 1911 Walden est marié à Else Lasker-Schüler, poète et figure féminine emblématique de l'expressionnisme allemand. Pour Georg Lewin elle invente le pseudonyme Herwarth Walden, inspiré par le roman Walden (1854) de Henry Thoreau.

## Œuvre

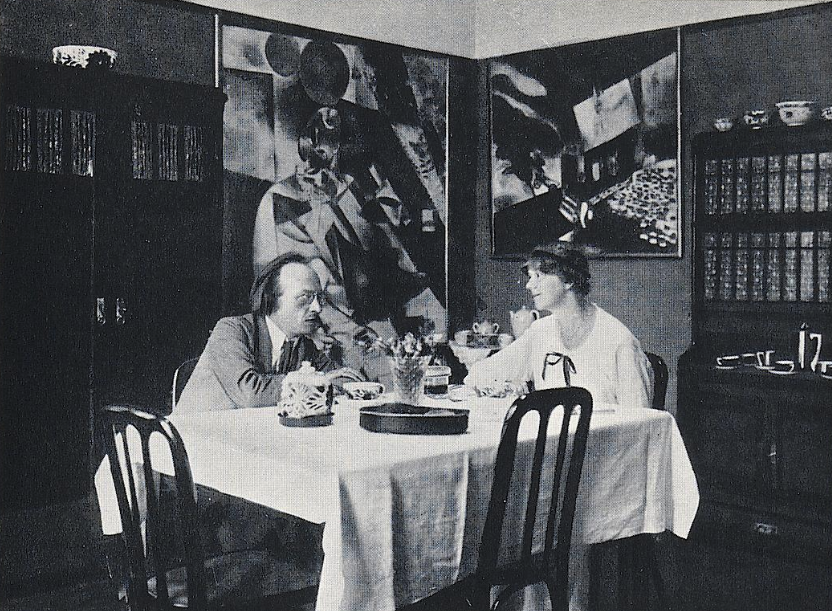
Nell et Herwarth Walden.

- Der Sturm (magazine, de 1910 à 1932)
- Dafnislieder für Gesang und Klavier (chanson, 1910)
- Das Buch der Menschenliebe (roman, 1916)
- Die Härte der Weltenliebe (roman, 1917)
- Kind (théâtre, 1918)
- Menschen (théâtre, 1918)
- Unter den Sinnen (roman, 1919)
- Die neue Malerei (essai, 1920)
- Glaube (théâtre, 1920
- Einblick in Kunst (essai, 1920)
- Sünde (théâtre, 1920)
- Die Beiden (théâtre, 1920)
- Erste Liebe (théâtre, 1920)
- Letzte Liebe (théâtre, 1920)
- Im Geschweig der Liebe (poèmes, 1925)
- Vulgär-Expressionismus (essai, 1938)

## Crédits
- (en) Cet article est partiellement ou en totalité issu de l’article de Wikipédia en anglais intitulé « Herwarth Walden » (voir la liste des auteurs).